# Coppa delle Regioni UEFA 2011
La Coppa delle Regioni UEFA 2011 è stata la settima edizione della competizione riservata alle rappresentative amatoriali delle regioni europee.
Vi prendono parte le 39 rappresentative regionali, ognuna campione regionale della propria nazione. Il torneo prevede una Fase Preliminare nella quale prendono parte 12 squadre, delle quali 5 accederanno al turno successivo. Il turno successivo, detta Fase Intermedia, è composto dalle restanti 27 squadre più le 5 vincitrici della Fase Preliminare, per un totale di 32 squadre, suddivise in 8 gironi da 4 squadre. 
La prima di ogni girone si qualifica per la Fase Finale, che si è svolta a giugno 2011, e la nazione ospitante è stata il Portogallo.

## Fase Preliminare
Le dodici rappresentative regionali che si affronteranno nel turno preliminare sono state suddivise in tre gruppi da quattro. I seguenti Paesi ospiteranno le gare dei tre gruppi:
Gruppo A –  Croazia
Gruppo B –  Ungheria
Gruppo C –  Macedonia del Nord
Le vincenti di ogni gruppo, e le 2 migliori seconde accederanno alla fase intermedia.

### Gruppo A
| Squadra         | G | V | P | S | GF | GS | DR  | P |
| --------------- | - | - | - | - | -- | -- | --- | - |
| Ankara          | 3 | 2 | 1 | 0 | 7  | 1  | + 6 | 7 |
| Dalmazia        | 3 | 1 | 2 | 0 | 7  | 4  | + 3 | 5 |
| Guernsey        | 3 | 1 | 1 | 1 | 4  | 4  | 0   | 4 |
| Gwent County FA | 3 | 0 | 0 | 3 | 4  | 13 | - 9 | 0 |

### Gruppo B
| Squadra              | G | V | P | S | GF | GS | DR  | P |
| -------------------- | - | - | - | - | -- | -- | --- | - |
| FC Karmiel Safed     | 3 | 3 | 0 | 0 | 8  | 0  | + 8 | 9 |
| Ungheria occidentale | 3 | 2 | 0 | 1 | 6  | 3  | + 3 | 6 |
| Prahova–Muntenia     | 3 | 1 | 0 | 2 | 4  | 7  | - 3 | 3 |
| Malatia              | 3 | 0 | 0 | 3 | 2  | 10 | - 8 | 0 |

### Gruppo C
| Squadra           | G | V | P | S | GF | GS | DR   | P |
| ----------------- | - | - | - | - | -- | -- | ---- | - |
| Sud-Est Macedonia | 3 | 2 | 1 | 0 | 12 | 2  | +10  | 7 |
| Eastern Region    | 3 | 2 | 1 | 0 | 6  | 1  | + 5  | 7 |
| Sandarna BK       | 3 | 1 | 0 | 2 | 2  | 4  | - 2  | 3 |
| TARTU FC HaServ   | 3 | 0 | 0 | 3 | 0  | 13 | - 13 | 0 |

### Migliori seconde
| Gruppo | Squadra              | G | V | P | S | GF | GS | DR  | P |
| ------ | -------------------- | - | - | - | - | -- | -- | --- | - |
| C      | Eastern Region       | 2 | 1 | 1 | 0 | 2  | 1  | + 1 | 4 |
| B      | Ungheria occidentale | 2 | 1 | 0 | 1 | 4  | 2  | + 2 | 3 |
| A      | Dalmacija            | 2 | 0 | 1 | 1 | 1  | 1  | 0   | 2 |

## Round Intermedio

### Gruppo 1
| Squadra     | G | V | P | S | GF | GS | DR  | P |
| ----------- | - | - | - | - | -- | -- | --- | - |
| Württemberg | 3 | 2 | 1 | 0 | 16 | 2  | +14 | 7 |
| Galizia     | 3 | 2 | 1 | 0 | 10 | 2  | + 8 | 7 |
| Malta       | 3 | 0 | 1 | 2 | 0  | 7  | - 7 | 1 |
| Fthiotida   | 3 | 0 | 1 | 2 | 2  | 17 | -15 | 1 |

### Gruppo 2
| Squadra      | G | V | P | S | GF | GS | DR  | P |
| ------------ | - | - | - | - | -- | -- | --- | - |
| Braga        | 3 | 3 | 0 | 0 | 9  | 1  | + 8 | 9 |
| Centro       | 3 | 1 | 0 | 2 | 5  | 7  | - 2 | 3 |
| EWC Scotland | 3 | 1 | 0 | 2 | 5  | 7  | - 2 | 3 |
| Ticino       | 3 | 1 | 0 | 2 | 4  | 8  | - 4 | 3 |

### Gruppo 3
| Squadra            | G | V | P | S | GF | GS | DR  | P |
| ------------------ | - | - | - | - | -- | -- | --- | - |
| Leinster & Munster | 3 | 2 | 1 | 0 | 5  | 0  | + 5 | 7 |
| Abruzzo            | 3 | 1 | 2 | 0 | 2  | 1  | + 1 | 5 |
| Ligue de Normandie | 3 | 1 | 1 | 1 | 7  | 4  | + 3 | 4 |
| San Marino         | 3 | 0 | 0 | 3 | 0  | 9  | - 9 | 0 |

### Gruppo 4
| Squadra                     | G | V | P | S | GF | GS | DR | P |
| --------------------------- | - | - | - | - | -- | -- | -- | - |
| Ankara                      | 3 | 3 | 0 | 0 | 7  | 1  | +6 | 9 |
| Selezione MNZ Murska Sobota | 3 | 1 | 1 | 1 | 5  | 5  | 0  | 4 |
| Sud-Est Macedonia           | 3 | 1 | 1 | 1 | 3  | 4  | -1 | 4 |
| FC Karmiel Safed            | 3 | 0 | 0 | 3 | 1  | 6  | -5 | 0 |

### Gruppo 5
| Squadra               | G | V | P | S | GF | GS | DR | P |
| --------------------- | - | - | - | - | -- | -- | -- | - |
| Belgrado              | 3 | 1 | 2 | 0 | 2  | 0  | +2 | 5 |
| South West Bulgaria   | 3 | 1 | 2 | 0 | 2  | 0  | +2 | 5 |
| Slovak Western Region | 3 | 1 | 2 | 0 | 1  | 0  | +1 | 5 |
| Eastern Region        | 3 | 0 | 0 | 3 | 0  | 5  | -5 | 0 |

### Gruppo 6
| Squadra              | G | V | P | S | GF | GS | DR | P |
| -------------------- | - | - | - | - | -- | -- | -- | - |
| Zlín                 | 3 | 2 | 1 | 0 | 5  | 1  | +4 | 7 |
| Ungheria occidentale | 3 | 1 | 2 | 0 | 6  | 3  | +3 | 5 |
| FK Alitys            | 3 | 1 | 1 | 1 | 6  | 4  | +2 | 4 |
| Dalmazia             | 3 | 0 | 0 | 3 | 1  | 10 | -9 | 0 |

### Gruppo 7
| Squadra         | G | V | P | S | GF | GS | DR  | P |
| --------------- | - | - | - | - | -- | -- | --- | - |
| Regioni del Sud | 3 | 2 | 1 | 0 | 11 | 1  | +10 | 7 |
| Małopolska      | 3 | 2 | 1 | 0 | 8  | 3  | + 5 | 7 |
| Helsinki        | 3 | 1 | 0 | 2 | 4  | 11 | - 7 | 3 |
| FC Azot         | 3 | 0 | 0 | 3 | 3  | 11 | - 8 | 0 |

### Gruppo 8
| Squadra      | G | V | P | S | GF | GS | DR   | P |
| ------------ | - | - | - | - | -- | -- | ---- | - |
| Yednist      | 3 | 3 | 0 | 0 | 15 | 0  | +15  | 9 |
| Ialoveni     | 3 | 2 | 0 | 1 | 3  | 2  | +1   | 6 |
| Flaminko/RFS | 3 | 1 | 0 | 2 | 4  | 10 | - 6  | 3 |
| Chevik       | 3 | 0 | 0 | 3 | 1  | 11 | - 10 | 0 |

## Fase finale

### Fase a gironi
Sono stati formati due gironi da 4 squadre ciascuno. I vincitori dei due gironi, partecipano alla finale. Le squadre secondo classificate vincono la medaglia di bronzo

#### Gruppo A
| Squadra     | G | V | P | S | GF | GS | DR | P |
| ----------- | - | - | - | - | -- | -- | -- | - |
| Braga       | 3 | 3 | 0 | 0 | 8  | 3  | +5 | 9 |
| Zlín        | 3 | 2 | 0 | 1 | 4  | 4  | 0  | 6 |
| Württemberg | 3 | 1 | 0 | 2 | 3  | 4  | -1 | 3 |
| Yednist     | 3 | 0 | 0 | 3 | 2  | 6  | -4 | 0 |

#### Gruppo B
| Squadra            | G | V | P | S | GF | GS | DR | P |
| ------------------ | - | - | - | - | -- | -- | -- | - |
| Leinster & Munster | 3 | 2 | 1 | 0 | 3  | 1  | +2 | 7 |
| Belgrado           | 3 | 2 | 0 | 1 | 5  | 3  | +2 | 6 |
| Ankara             | 3 | 1 | 1 | 1 | 2  | 3  | -1 | 4 |
| Regioni del Sud    | 3 | 0 | 0 | 3 | 4  | 7  | -3 | 0 |

#### Finale
| 2011 | Braga | 2 – 1 | Munster & Leinster |  |